# 江波杏子
江波 杏子（えなみ きょうこ、1942年〈昭和17年〉10月15日 - 2018年〈平成30年〉10月27日）は、日本の女優。東京都渋谷区千駄ヶ谷出身。最終所属はアルファエージェンシー。宝仙学園高等学校出身。本名︰野平香純。スリーサイズ、B89cm、W61cm、H90cm（1968年10月、江波本人の申告）。

## 来歴・人物
高祖父は、最後に沖田総司を匿った植木職人の柴田平五郎。母・江波和子は戦前に東宝で活躍した映画女優。父は千駄ヶ谷で割烹大関を営む。子供の頃はシャイで自意識が強く、本ばかり読んでいた子だったという。
小学生の頃にキャロル・リード監督の『落ちた偶像』を観たのがきっかけで、本人曰く「現実逃避的に」女優になろうと思ったことや、また幼い頃に亡くなった母の仕事を継ぎたい一心で中学生の頃から女優を志し、1959年に十三期ニューフェイスとして大映に入社。オーディション時、まだ16歳の宝仙学園高等学校在学中の高校生だった彼女は年齢を1歳上に偽り、母親が女優だったことは言わなかった。
1960年、映画『明日から大人だ』でデビュー。芸名は、母親の芸名と室生犀星の新聞連載小説『杏っ子』に由来している。
デビュー後しばらくの間は、悪女や情婦などの役柄を中心に助演が続いたが、1966年、当初『女の賭場』での主演を予定されていた若尾文子が自宅風呂場での転倒による怪我を理由に降板し、江波が代役として主演に抜擢された。そこで演じた胴師ぶりがうまくハマり、同作品はヒット。以後、昇り竜のお銀を主人公とした「女賭博師シリーズ」として定着し、1971年の『新女賭博師 壷ぐれ肌』まで全17本が制作され、東海道新幹線の車内で本物のヤクザから「姐さん、きょう賭場が開いてますよ」などと声を掛けられるほどの当たり役となった。
この「女賭博師シリーズ」については、後年「好きではない」と公言することが多かったが、雑誌『シネ・フロント』のインタビューでは次のように語っている。「女賭博師というのも不本意な役で、自分がやりたいと思っていた役とはかけ離れていたので、こんな役をやらされるのであれば女優を辞めようと。でもよくよく考えて、主役というのを一本くらいやってみてもいいのではないかと思ってやった所が、たまたま大当たりしまして。当たると気持ちがいいから次々やっていたのですが、今度はやり過ぎたものですから仁侠アレルギーになって、今では見るのもゾッとするほど嫌ですね。あれがあったから今でもこうして仕事をやらせていただいている訳ですから、そうそう我儘も言えないんだけど、もう嫌ですね、アレルギーですね」。そう語りつつも、このシリーズの“ポップな意味での面白さ”は認めている。
大映倒産後の1973年、斎藤耕一監督の『津軽じょんがら節』に主演してキネマ旬報主演女優賞を獲得。この作品について当時の江波は、自身の持つ魔女風の顔と、優しく粘っこい日本的な女の顔、相反する二つが初めて自然に溶け合い、噛み合った作品だと自己分析し、斎藤監督の「したたかな女優分析眼の成果である」と『キネマ旬報』(1974年2月下旬号）に文章を寄せている。
自身の出世作となった『津軽じょんがら節』であるが、斎藤耕一作品としては『約束』や、江波自身も出演した『再会』の方が自分の好みであるとのこと。
1978年11月28日、名古屋御園座での『快挙! 赤穂浪士』舞台稽古中、セットから降りる際に足を踏み外し、左脚を骨折
。約1年間の療養生活を送る。このことが大映時代からの自分自身を見つめ直す一つのきっかけとなり、デビュー当初から厳しく躾られてきた“女優らしさ”から解き放たれたいと思うようになる。ハイヒールをやめ、毛皮や宝石も手放し、運動靴を日常的に履くようになってジョギングを始める。
ある時期から、『津軽じょんがら節』の脚本を書いた中島丈博執筆のテレビドラマに数多く起用されるようになり、『海峡』や『かぐわしき日々の歌』など、NHKのドラマ人間模様や銀河テレビ小説での江波の演技が井上ひさしの目に留まり、こまつ座の舞台『雨』の出演に繋がる。以後、芝居の面白さに目覚めて舞台の出演作品が飛躍的に増える。
雑誌『ラ・メール』の対談で、詩人の吉原幸子から「舞台と映画とテレビの仕事をやっていて、いちばんあなたに合っているのは何で、情熱を燃やすのは何?」と問われると、「私が観る側に立って好きなのはやはり映画ですね。心から好き」と答えている。と同時に「今の日本の映画界にはまったくいい作品がない。かつては日本の映画にも、ほんとに素敵なものがありましたよ。人を酔わせるというか、それを観て人生観が変わったなんてこともあったわけですから。そうなると今は書物、それと芝居。それしかないんじゃないですか?」とも話している。
先に引用した『シネ・フロント』のインタビューでは、好きな映画監督として、川島雄三、溝口健二、黒澤明、山中貞雄の名を挙げている。
年齢を重ねてからも、この年代の女優としては特筆できるほど、舞台・テレビ・映画とコンスタントに活動を続けていたが、2018年10月26日に体調不良を訴え、東京都内の病院に入院。翌27日21時06分、肺気腫の急性増悪のため、76歳で死去。急逝5日前の10月22日までNHK FMのラジオドラマ収録に元気に臨んで録り終えていた矢先の訃報であった。生涯独身。
単発の映像ドラマ作品としての遺作は2018年11月16日フジテレビ放送の、同作2年ぶりの新作である山村美紗サスペンス『赤い霊柩車 37』、連続ドラマとしての遺作は2019年1月11日から3月1日に放送されたNHK BSプレミアム『小吉の女房』（全8回）となった。
映画遺作は2018年4月6日公開の『娼年』、ラジオドラマ遺作は2018年12月8日NHK-FM放送の『FMシアター 罵詈雑言忠臣蔵』となった。

## エピソード
- 東宝からデビューした田村奈巳は近所の幼馴染。高校の同級生でもあり、仲良しグループのメンバーでもあった[19]。
- 会社の意向で出演した『女賭博師』シリーズで看板スターに祀り上げられてしまったものの、本当はフランス映画のような現代的な作品に出ることを希望していた。気持ちの切り替えのために、休日は金髪&ミニスカートで闊歩していたという[10]。大映倒産後の代表作となった『津軽じょんがら節』は日本土俗＋モダニズムともいうべき路線だったが、「日本のクロード・ルルーシュ」の異名を取った斎藤耕一監督とのコンビはこうした彼女の近代志向からすれば必然でもあった。斎藤は数年後に『幸福号出帆』でも主役ではないものの彼女を起用し、絢爛たる欧州趣味でその持ち味を引き出した。井上梅次監督のテレビ映画『黒水仙の美女』(1978）も、大きなセットとスタントまで用意して破天荒なまでに派手なラストシーンが繰り広げられ、彼女ならではの非日常感を鮮明に刻みつけている。
- 雑誌の対談をきっかけにザ・テンプターズの萩原健一と交際したが、これは江波の方から恋愛関係に発展させたものだった。
- グラマーな体型だったことから、写真家達の人気の的となり1960年代から1970年代以後もヌードも披露し、グラビアでも活躍した。読書が趣味で、新聞を読むのが一番の楽しみ。特に、寝る前には必ず文字を見なければ寝られないというほどだった。
- かなりの酒豪でブランデーを一晩で一本空けたことがある[9]。
- 毎日欠かさず発声練習、ストレッチを30分やっていた。体が柔らかだった。
- 刑事ドラマ『Gメン'75』のヨーロッパロケ中にスリ被害にあった[9]。
- 大映時代、縦社会にうんざりして時には先輩に反発していた[10]。

## 出演作品

### 映画
- 明日から大人だ（1960年、大映） - 小松良恵
- 俺の涙は甘くない（1960年、大映） - 奥田杏子
- 誰よりも君を愛す（1960年、大映） - 木南優子
- おとうと（1960年、大映） - 看護婦 宮田
- 顔（1960年、大映） - 玉宮公子
- 弾痕街の友情（1960年、大映） - 中桐敏子
- 女は二度生まれる（1961年、大映） - 山脇里子
- 風と雲と砦（1961年、大映）
- うるさい妹たち（1961年、大映） - 山村尚子
- 銀座っ子物語（1961年、大映） - 桃子
- 恋にいのちを（1961年、大映） - 富士美琴
- 誰よりも誰よりも君を愛す（1961年、大映） - 木南優子
- 北上夜曲 北上川の初恋（1961、大映） - 角屋洋子
- 若い仲間（1961年、大映） - 川内みさお
- 女は夜霧に濡れている（1962年、大映） - 堂本ますみ
- 鯨神（1962年、大映） - トヨ
- 化身（1962年、大映） - 阿井子
- その夜は忘れない（1962年、大映） - 芳子
- 閉店時間（1962年、大映） - 牧サユリ
- 夢でありたい（1962年、大映） - 競子
- 悪名シリーズ（大映）
  - 悪名一番（1963年） - 圭子
  - 悪名一番勝負（1969年） - おりん
- 暗黒街NO.1（1963年、大映） - ミッチィ・ハギンス
- 嘘（1963年、大映） - 竹中美恵
- 黒の商標（1963年、大映） - 浜中順子
- 定年退職（1963年、大映） - 小高秀子
- わたしを深く埋めて（1963年、大映） - 徳丸めぐみ
- 「女の小箱」より 夫が見た（1964年、大映） - 青山エミ
- 海底犯罪No.1（1964年、大映） - かおる
- 悶え（1964年、大映） - 沢木みつ子
- 宿無し犬（1964年、大映） - 唐沢麻子
- 酔いどれ博士（1964年、大映） - カルメンお春
- 殺られる前に殺れ（1964年、大映） - 戸川アケミ
- 帯をとく夏子（1965年、大映） - 小暮須美子
- 学生仁義（1965年、大映） - おりん
- 黒い誘惑（1965年、大映） - 三崎邦子
- ごろつき犬（1965年、大映） - 柴田まゆみ
- ザ・ガードマン 東京用心棒（1965年、大映） - 井本みどり
- 花実のない森（1965年、大映） - 節子
- 不倫（1965年、大映） - 麻樹
- 密告者（1965年、大映） - 山口和美
- 女賭博師シリーズ（1966年 - 1971年、大映） - 大滝銀子
  - 女賭場荒し (1967年)
  - 女賭博師絶縁状（1968年)
  - 女賭博師鉄火場破り (1968年)
  - 女賭博師さいころ化粧 (1969年)
  - 女賭博師花の切り札 (1969年)
  - 女賭博師壷くらべ (1970年)
  - 新女賭博師 壷ぐれ肌 (1971年)
- 殺人者（1966年、大映） - 真壁千穂子
- 銭のとれる男（1966年、大映） - 双見陽子
- 復讐の切り札（1966年、大映） - 花田明江
- 若親分シリーズ（大映）
  - 若親分喧嘩状（1966年） - トクーズ姫
  - 若親分兇状旅（1967年） - 小山千代子
- 大怪獣決闘 ガメラ対バルゴン（1966年、大映） - カレン
- 海のGメン 太平洋の用心棒（1967年、大映） - 乾由起
- 毒薬の匂う女（1967年、大映） - 高木由美
- 妻二人（1967年、大映） - 永井利恵
- 早射ち犬（1967年、大映） - 宮本文子
- 昭和おんな仁義（1969年、大映）- 雲井遠子
- 女殺し屋 牝犬（1969年、大映） - 福沢香代
- 女組長（1970年、大映）- 村松澄
- 女秘密調査員 唇に賭けろ（1970年、大映） - 塩沢香織
- 二人だけの朝（1971年、東宝） - 森村亜紀
- 出所祝い（1971年、東宝） - 児島夕
- 昭和おんな博徒（1972年、東映） - お藤
- 木枯らし紋次郎（1972年、東映） - お夕
- 津軽じょんがら節（1973年、ATG） - 中里イサ子
- 告訴せず（1975年、東宝） - 浜島篠
- 再会（1975年、松竹） - 村田葉子
- 横浜暗黒街 マシンガンの竜（1976年、東映） - 池部里子
- 悲愁物語（1977年、松竹） - 仙波佳世
- 赤穂城断絶（1978年、東映） - 浮橋
- 真田幸村の謀略（1979年、東映） - 阿茶局
- 日本の黒幕（1979年、東映） - 山岡登志子
- 純（1980年、東映セントラルフィルム）
- 幸福号出帆（1980年、東映セントラルフィルム） - 山岡房子
- 海よお前が ── 帆船日本丸の青春（1981年、プロデューサープレイヤー）
- 遠野物語（1982年、日本ヘラルド映画） - 巫女
- 愛しき日々よ（1984年、東宝） - 広井ぬい
- あっこちゃんの日記 〜ママ、ごめんね〜（1985年、現代ぷろだくしょん） - 植木孝子
- 国士無双（1986年、サンレニティ） - オケラのお六
- 花園の迷宮（1988年、東映） - 秋元キク
- ドグラ・マグラ（1988年、活人堂シネマ） - 呉八代子
- 悲しい色やねん（1988年、東映） - 関部守
- 冬物語（1989年、東宝） - 倉橋由子
- 利休（1989年、松竹） - ちか
- 喪の仕事（1991年、アルゴプロジェクト） - 望月の母親
- 豪姫（1992年、松竹） - とわ
- ナースコール（1993年、東宝） - 小笠原松子
- 集団左遷（1994年、東映） - 高杉文世
- 白痴（1999年、松竹） - 仕立屋の妻
- 極道の妻たち 地獄の道づれ（2001年、東映ビデオ） - 柿田リュウ
- KT（2002年、シネカノン） - 金甲寿の母
- 姐御（2003年、東映ビデオ） - 磯島順子
- 1980（2003年、東京テアトル） - 室井の母
- 大奥（2006年、東映） - 菊緒
- 吉祥天女（2007年、キュービカル・エンタテインメント） - 叶あき
- ごくせん THE MOVIE（2009年、東宝） - 赤城遼子
- 食堂かたつむり（2010年、東宝） - お妾さん
- 僕たちのプレイボール（2010年、ゴー・シネマ） - 野村春子
- 行きずりの街（2010年、東映） - 手塚映子
- 相棒 -劇場版II- 警視庁占拠! 特命係の一番長い夜（2010年、東映） - 李華来
- 映画 桜蘭高校ホスト部（2012年、ソニー・ピクチャーズ エンタテインメント） - 須王静江
- 桜、ふたたびの加奈子（2013年、ショウゲート） - 富永松代
- 地獄でなぜ悪い（2013年、キングレコード / ティ・ジョイ） - モギリの大谷さん
- 無花果の森（2014年、BS-TBS）- 天坊八重子
- ぶどうのなみだ（2014年、アスミック・エース） - エリカの母親
- 娼年（2018年[18]、ファントム・フィルム） ※映画作品としての遺作

### テレビドラマ
- ザ・ガードマン（TBS / 大映テレビ室）
  - 第5話「赤い妄執」（1965年）
  - 第80話「罠には罠を」（1966年）
  - 第82話「七人の狩人」（1966年）
  - 第94話「美しいスパイたち」（1967年）
  - 第95話「氷が燃えるとき」（1967年）
- 土曜日の虎（1966年、TBS / 大映テレビ室） - 吉田隆子
- 女三四郎（1970年、東京12チャンネル / 大映テレビ室）
- 非情のライセンス（NET / 東映）
  - 第1シリーズ 第4話「兇悪のサファイア」（1973年） - 香川冬子
  - 第2シリーズ 第2話「兇悪の傷痕」- 第73話「兇悪のノクターン」（1974年 - 1976年） - 江沢景子刑事
- 長谷川伸シリーズ 第21話「獄門お蝶」（1973年、NET / 東映） - お蝶
- 太陽にほえろ! 第34話「想い出だけが残った」（1973年、日本テレビ / 東宝） - 三浦加代子
- 破れ傘刀舟 悪人狩り（1974年 - 1977年、NET / 三船プロ） - 稲妻のお蘭
- 大岡越前（TBS / C.A.L）
  - 第4部 （1974年 - 75年） - お葉
  - 第5部 第25話「誘拐された雪絵」（1978年7月24日） - お仙
  - 第10部 第7話「島抜けが狙った女」（1988年） - 井筒屋お涼
- 大河ドラマ（NHK総合）
  - 元禄太平記（1975年） - おげん
  - 春の波涛（1985年） - 雲井八重子
- 新・座頭市（フジテレビ / 勝プロ）
  - 第1シリーズ 第23話「幽霊が市を招いた」（1977年） - 千両のお富
  - 第2シリーズ 第14話「夢に追われて阿波踊り」（1978年）
- 華麗なる刑事 第20話「黒衣の女」（1977年、フジテレビ / 東宝） - 結城奈緒子
- 大江戸捜査網 第314話「女刺青師怒りの恨み節」（1977年、東京12チャンネル / 三船プロ） - お夕
- 破れ奉行 第17話「斬込め!大名行列」（1977年、テレビ朝日 / 中村プロ） - 弁天のおえん
- 江戸の鷹 御用部屋犯科帖 第4話「大江戸の暗黒を斬る!」（1978年、テレビ朝日 / 三船プロ） - 相の山のお妻
- 新・木枯し紋次郎 第16話「二度と拝めぬ三日月」（1978年、東京12チャンネル / C.A.L） - お銀
- Gメン'75（TBS/東映）- 津村冴子警部補（1981年4月25日 - 1982年4月3日）
  - 第307話「新・Gメンの罠はヌード金髪死体」
  - 第308話「新・Gメンの罠はヌード金髪死体 PART2」
  - 第309話「15年も生きていた死体」
  - 第313話「聖女たちの殺人トリック」
  - 第317話「女の裏窓24時間」
  - 第318話「女の裏窓24時間 PART2」
  - 第328話「香港カラテV.S赤い手裏剣の女」
  - 第329話「香港カラテV.S赤い手裏剣の女 PART2」
  - 第331話「新GメンVSニセ白バイ軍団」
  - 第336話「エレベーター連続女性殺人事件」
  - 第341話「サンタクロース殺人事件」
  - 第343話「’82オートバイに乗った暗殺者たち」
  - 第344話「真夜中の眼」
  - 第350話「壁の中の赤い殺意」
  - 第354話「吾輩は人喰い猫である」
  - 第355話「サヨナラGメン75また逢う日まで」
- ゲスト出演
  - 第145話「北極回りSK980便」
  - 第146話「マドリッド闘牛場の殺し屋」
  - 第147話「パリ行きスペイン特急」
  - 第148話「ヨーロッパ特急大爆破」（1978年） - 田口アキ
  - 第160話「国外逃亡者」（1978年） - 松川妙子
  - 第291話「女たちの殺人忘年会」（1980年） - 井草ゆう子
- 達磨大助事件帳 第28話「大川端に散った恋」（1978年、テレビ朝日 / 前進座 / 国際放映） - 蔦吉
- 桃太郎侍　高橋英樹版（日本テレビ / 東映）第92話「成田参りで逢った女」（1978年、日本テレビ / 東映） - お歌
- 土曜ワイド劇場（テレビ朝日）
  - 江戸川乱歩の「暗黒星」より 黒水仙の美女（1978年、 松竹） - 三重野早苗
  - 幽霊船の謎（1980年）
  - 奥飛騨二重心中（1985年）
  - スペシャリスト（2013年5月18日） - 姉小路小枝
  - ドクター彦次郎2（2016年10月1日） - 九条さよ
- 破れ新九郎 第16話「流浪の女おゆう」（1979年、テレビ朝日 / 中村プロ） - おゆう
- 若き日の北條早雲（1980年、テレビ朝日）- 東雲之助
- 虹子の冒険（1980年、テレビ朝日）
- それからの武蔵（1981年、テレビ東京） - おりん
- 旅がらす事件帖 第18話「海に血を呼ぶ母子星」（1981年、関西テレビ / 国際放映） - おりん
- 加山雄三のブラック・ジャック 第13話「終電車」（1981年、テレビ朝日 / 松竹 / 加山プロ） - 鈴木このみ
- 私はタフな女（1981年、日本テレビ） - 春代
- 長七郎天下ご免! 第70話「笛に情けの花が散る」（1981年、テレビ朝日 / 東映） - おりん
- 警視庁殺人課 第5話「炎の女」（1981年、テレビ朝日 / 東映） - 瀬川愛子
- 海峡（1981年、NHK総合）
- とおりゃんせ（1982年、NHK総合） - 延子
- Gメン'82（1982年 - 1983年、TBS / 近藤照男プロ） - 津村冴子警部補
- ザ・サスペンス / 女因第3監房の脱走（1982年、TBS / 近藤照男プロ） - 加納圭子
- 銀河テレビ小説（NHK総合）
  - かぐわしき日々の歌（1983年） - 間宮環(たまき)
  - 新・青春戯画集（1984年） - 辻本わかえ
- 狙われた美人キャスター（1983年、日本テレビ）
- 望郷・美しき妻の別れ（1983年、フジテレビ） - 船渡珠代
- 六甲たそがれ（1983年、TBS）
- おんな牢秘抄（1983年、フジテレビ）
- 大奥（1983年、関西テレビ / 東映） - 月光院
- 二人の女（1983年、日本テレビ） - 矢沢圭子
- 妻たちの熱い午後（1984年、テレビ朝日） - 蛭田寿々子
- 暴れん坊将軍II 第55話「お駒かなしや島帰り」（1984年、テレビ朝日 / 東映） - お駒
- 月曜ワイド劇場 / 契約母子（1984年、テレビ朝日）
- 乾いて候 第2話「妖花・月光院始末」（1984年、フジテレビ / 東映） - 月光院
- 欽ちゃんファミリー時代劇スペシャル / 俺たちの熱い風（1984年、日本テレビ）
- 金曜女のドラマスペシャル / 北陸路誘拐殺人行（1985年、フジテレビ / 大映映像）
- あいつと私（1986年、フジテレビ） - 三郎の母
- 愛の嵐（1986年、泉放送制作/東海テレビ）[20] - 三枝絹
- 現代恐怖サスペンス / 突然の訪問者（1986年、関西テレビ / テレパック）
- 女優競演サスペンス / ホテル（1987年、関西テレビ / 松竹）
- ときめきざかり（1988年、フジテレビ） - 涼子
- 島めぐり豪華フェリー花嫁ツアー殺人事件（1988年、テレビ朝日） - 香月万里
- 野望の国（1990年、日本テレビ） - 烏丸露子
- 金田一耕助の傑作推理 / 悪魔の手毬唄（1990年、TBS） - 由良敦子
- 月曜・女のサスペンス /芥川龍之介の母（1990年、テレビ東京） - 野村敏子
- もう誰も愛さない（1991年、フジテレビ） - 西条安代
- 火曜サスペンス劇場（日本テレビ）
  - 「狙われた美人キャスター」（1983年） - 立川千秋
  - 「二人の女」（1983年） - 圭子
  - 「真夜中の向こう側」 （1984年）
  - 「人生相談殺人事件」（1990年）
  - 松本清張作家活動40年記念特別企画「けものみち」（1991年） - 正木米子
- 眠れない夜をかぞえて 第1話「眼」（1992年、TBS）
- 半七捕物帳（日本テレビ） - 顔役 
  - 第1話「仏の半七鬼になる!」（1992年）
  - 第11話「闇の顔役」（1992年）
- 本当にあった怖い話　幽霊の棲む旅館（1992年、テレビ朝日）-　女将
- ドラマ新銀河（NHK総合）
  - 母の出発（1995年）- 猿渡治子
- 御家人斬九郎 第2シリーズ 第3話「母の仇討」（1997年、フジテレビ / 映像京都） - 倉田梅
- ミセスシンデレラ（1997年、フジテレビ） - 香山亮子
- スチュワーデス刑事2（1998年、フジテレビ） - 睦子
- ラブ・アゲイン（1998年、TBS）
- チェンジ!（1998年、テレビ朝日）
- 鬼の棲家（1999年、フジテレビ） - 高原千寿子
- BRAND（2000年、フジテレビ）
- 法医学教室の事件ファイル12（2000年、テレビ朝日）
- ラブコンプレックス（2000年、フジテレビ） - 真行寺音子
- あなたの人生お運びします! （2003年、TBS） - 黒岩綾子
- 百年の恋（2003年、NHK総合） - 大林里枝
- ひと夏のパパへ（2003年、TBS） - 寺沢タマミ
- 世にも奇妙な物語（フジテレビ）
  - 「パーフェクトカップル」（2003年） - 安岡花世
  - 「鏡子さん」（2006年） ‐ 前川律子
- 八つ墓村（2004年、フジテレビ） - 多治見小竹
- 離婚弁護士II〜ハンサムウーマン〜 第7話「絶対別れない女」（2005年、フジテレビ） - 北尾芙美子
- 大奥〜華の乱〜（2005年、フジテレビ） - 桂昌院
- 女王の教室（2006年、日本テレビ） - 阿久津美矢子
- 医龍（2006年、フジテレビ） - 奈良橋文代
- 不信のとき〜ウーマン・ウォーズ〜（2006年、フジテレビ） - 浅井朋子
- ちいさこべ〜若棟梁と九人の子〜（2006年、NHK総合） - のぶ
- 松本清張ドラマスペシャル / 波の塔（2006年、TBS） - 村井佳子
- 今週、妻が浮気します（2007年、フジテレビ） - 小町ゆかり
- 浅見光彦シリーズ 紅藍の女殺人事件（2007年、フジテレビ） - 三郷輝子
- 金曜プレステージ / 屋台弁護士II〜検察側の証人（2007年、フジテレビ）
- 連続テレビ小説（NHK総合）
  - ちりとてちん（2007年） - 和田小梅
  - カーネーション（2012年） - 桜井奈津（晩年）
  - べっぴんさん（2017年） - 大村すず
- 佐々木夫妻の仁義なき戦い（2008年1月 - 3月、TBS） - 佐々木ゆと子
- ごくせん 第3シリーズ（2008年4月 - 6月、日本テレビ） - 赤城遼子
- Q.E.D. 証明終了（2009年、NHK総合） - 七沢克美
- おみやさん 第6シリーズ 最終回（後編）「22年間息子を待ち続けた母!!手作り餃子に秘められた涙の過去」（2009年、テレビ朝日 / 東映） - 勝村チヨ
- 任侠ヘルパー（2009年、フジテレビ） - 長岡孝江
- オトコマエ!2 第3話「おかげさま」（2009年、NHK総合） - 円恵
- 不毛地帯（2009年、フジテレビ）
- 特上カバチ!! 第9話「サギ師があなたを狙ってる」（2010年、TBS） - 大河内麻紀
- 大仏開眼（2010年、NHK総合）- 藤原宮子
- 離婚同居 （2010年6月、NHK総合） - 小中徹子
- ハンチョウ〜神南署安積班〜 第3シリーズ 第8話 （2010年8月、TBS） - 西条澄子
- 冬のサクラ（2011年、TBS） - 石川章子
- 金曜プレステージ / 私立探偵・下澤唯（2011年7月22日、フジテレビ） - 川崎多美子
- 松本清張ドラマスペシャル 砂の器 第二夜（2011年9月11日、テレビ朝日 / 東映） - お妙
- 桜蘭高校ホスト部 第9話－最終話 （2011年9月16日 - 9月30日、TBS） - 須王静江
- 塚原卜伝（2011年10月 - 11月、NHK BSプレミアム） - 物忌・龍子
- Answer〜警視庁検証捜査官 第2話（2012年4月25日、テレビ朝日 / 東映） - 松井洋子
- 37歳で医者になった僕〜研修医純情物語〜 第4話（2012年5月1日、関西テレビ） - 羽山早苗
- 宮部みゆき・4週連続“極上”ミステリー 第1夜 理由 （2012年5月7日、TBS） - 石田キヌ江
- いつか陽のあたる場所で（2013年1月 - 3月、NHK総合） - 飯倉幸子
- 火怨・北の英雄 アテルイ伝（2013年1月 - 2月、NHK BSプレミアム） - 海浦
- 鴨、京都へ行く。-老舗旅館の女将日記- 第3話（2013年4月23日、フジテレビ） - 安永真知子
- ぴんとこな（2013年7月 - 9月、TBS） - 三田シズ
- あなたに似た誰か 第1話「カハタレバナ」（2013年8月13日、NHK BSプレミアム） - 武藤多恵
- ゴーストライター（2015年1月 - 3月、フジテレビ） - 三波元子
- かぶき者 慶次（2015年4月 - 6月、NHK総合） - 前田美津
- 結婚式の前日に（2015年10月 - 12月、TBS） - 園田響子
- ドラマスペシャル / 検事の死命（2016年1月17日、テレビ朝日） - 本多篤子 [21]
- わたしのウチにはなんにもない。（2016年2月 - 3月、NHK BSプレミアム） - ゆるりはつこ
- コールドケース Season1 第9話（2016年12月17日、WOWOW）- 橘一枝 (シスター)
- ツバキ文具店〜鎌倉代書屋物語〜（2017年4月 - 6月、NHK総合） - バーバラ婦人
- 女の勲章（2017年4月15日・16日、フジテレビ） - キヨ
- 京都人の密かな愉しみ Blue 修業中（NHK BSプレミアム） - 松陰タエ 
  - 京都人の密かな愉しみ Blue 修業中 送る夏（2017年9月）
  - 京都人の密かな愉しみ Blue 修業中 祝う春（2018年4月）
  - 京都人の密かな愉しみ Blue 修業中 祇園さんの来はる夏（2019年8月）※過去の映像による出演（松陰タエが亡くなったとの設定で女優・江波杏子に捧げられた）
  - 京都人の密かな愉しみ Blue 修業中 燃える秋（2021年1月30日）※写真による出演
- 全力失踪（2017年9月 - 10月、NHK BSプレミアム） - 謎の老女
- 限界団地（2018年、東海テレビ） - 東加代子
- カラスになったおれは地上の世界を見おろした。（2018年11月10日放送、NHK BSプレミアム） ‐ 坂口和子
- 山村美紗サスペンス 赤い霊柩車37（2018年11月16日放送、フジテレビ） - 志村綾乃  ※ラジオを除く単発ドラマとしての遺作
- BS時代劇 小吉の女房 (2019年1月11日 - 3月1日、NHK BSプレミアム） - 登勢 [22] ※連続ドラマとしての遺作
- BS時代劇 小吉の女房2 (2021年4月2日 - 5月14日、NHK BSプレミアム） - 登勢 [23] ※回想シーン

### ラジオドラマ
- FMシアター　罵詈雑言忠臣蔵（2018年12月8日、NHK-FM）- 吉良富子 ※遺作

### 舞台
- 萬屋錦之介芸能生活50周年記念公演「さぶ」（原作：山本周五郎）
- 元禄御畳奉行の日記　恋は尾張の物語（1986年）
- 雨（演出：木村光一）（1987年6月）
- CLOUD 9（演出：木野花）（1988年2月）- ソンダース夫人、ベティ〈二役〉
- イヌの仇討（演出：木村光一）（1988年9月−10月）
- ヘンスフォード そしてこれから（1990年）
- 刺青（1990年）
- 早春スケッチブック（1992年）
- 日本人のへそ（演出：栗山民也）（1992年11月～12月）
- しぐれ茶屋おりく（1993年）
- アイリーン（1995年）
- 思ひ川（1995年）
- エレクトラ（1996年）
- 夜叉ケ池（1996年）
- 早春スケッチブック（1997年）- 望月都
- 阿修羅城の瞳（2000年）
- 憎いあんちくしょう（演出：久世光彦）（2002年）
- 血の婚礼（演出：白井晃）（2007年）
- 大奥（2007年）- 実成院
- サロメ（演出：鈴木勝秀）（2009年10月−11月）妃
- 姉妹たちの庭で〜モーニングス・アット・セブン〜（2011年、シアタークリエ）
- 天守物語（2011年、新国立劇場）
- マイ・フェア・レディ（2013年5月） - ヒギンズ夫人
- ご臨終（2014年11月）- 老婆
- イニシュマン島のビリー（2016年3月） - マミー[24]
- 娼年（2016年8月26日 - 9月15日、東京 / 大阪 / 福岡）[25][信頼性要検証] - 老女

### 吹き替え
- 権力と陰謀　大統領の密室（1978年、NHK）- サリー・ウォレン

〈原題／Washington: Behind Closed Doors（英語）（1977年、米ABC）- ステファニー・パワーズの吹き替え〉

## ディスコグラフィ

### シングル
| 発売日         | 規格         | 規格品番     | 面           | タイトル             | 作詞                          | 作曲              | 編曲              |
| 大映レコード   | 大映レコード | 大映レコード | 大映レコード | 大映レコード         | 大映レコード                  | 大映レコード      | 大映レコード      |
| -------------- | ------------ | ------------ | ------------ | -------------------- | ----------------------------- | ----------------- | ----------------- |
| 1968年2月      | EP           | D-17         | A            | 夜は泣いている       | 川奈毬                        | 大森盛太郎        | 大森盛太郎        |
| 1968年2月      | EP           | D-17         | B            | 真夜中のバラード     | 池まき恵                      | 大森盛太郎        | 大森盛太郎        |
| 1968年5月      | EP           | D-36         | A            | 恋のためなら         | 川内和子                      | 森川登            | 森川登            |
| 1968年5月      | EP           | D-36         | B            | はなしはしない       |                               |                   |                   |
| 1968年6月      | EP           | D-42         | A            | 眠れぬ夜のために     | 大給櫻子                      | 柴田幸一          | 池田孝            |
| 1968年6月      | EP           | D-42         | B            | さよならも云えなくて | 柴田幸一                      | 柴田幸一          | 池田孝            |
| 1969年12月     | EP           | D-103        | A            | 銀子の唄             | 丹古晴己                      | 鈴木淳            | 湯野カオル        |
| 1969年12月     | EP           | D-103        | B            | いのち花ブルース     | 丹古晴己                      | 鈴木淳            | 湯野カオル        |
| 1970年8月      | EP           | G-3          | A            | 散る散らない         | 水沢亜紀                      | 神津善行          | 佐々永治          |
| 1970年8月      | EP           | G-3          | B            | 裏切り女             | ふじこうのすけ いしざかゆたか | 神津善行 佐々永治 | 神津善行 佐々永治 |
| 日本コロムビア |              |              |              |                      |                               |                   |                   |
| 1978年6月      | EP           | GK-515       | A            | 漂泊（さすらい）     | 佐藤純弥                      | 菊池俊輔          | 菊池俊輔          |
| 1978年6月      | EP           | GK-515       | B            | 望郷                 | 佐藤純弥                      | 菊池俊輔          | 菊池俊輔          |

### アルバム

#### オムニバス・アルバム
- 『女賭博師』（1970年、DSS-4）-　テーマ曲、このレコード用に録られたセリフ、主題歌 (『銀子の唄』『いのち花ブルース』) を収録。

- 『任侠女一代』（DE1012）-　江波杏子の他、渚まゆみ、八泉鮎子らによる歌唱曲を収録。
- 『Gメン'75　道　オリジナル主題歌・挿入歌集』-　『漂泊』収録。
- 『Gメン'75　遥かなる旅路　主題歌挿入歌集』-　『漂泊』収録。